# Ивайло Драгиев
Ивайло Драгиев е български актьор и ютюбър.

## Биография
Роден е на 9 август 1986 г. в София. Завършил е средното си образование в 1 СУ „Пенчо Славейков", а през 2009 г. завършва НАТФИЗ „Кръстьо Сарафов“ при проф. Пламен Марков. След дипломирането си работи като асистент по актьорско майсторство в следващия клас на проф. Марков. Съосновател е на театрално сдружение „Реплика“.
Участва във филмите „Летовници“, „Тилт“ и „Шестият ден“. Играе в постановки на Учебен драматичен театър – „Eдмонд“ – „Белградска трилогия“ и „Пухеният“, а също и на сцените на „Сфумато“, Сатиричен театър, Младежки театър „Николай Бинев“ и театър „Възраждане“.
На 26 август 2012 г. се жени за актрисата Костадинка Аратлъкова. Развеждат се на следващата година.
По-късно Драгиев се запознава с Християна Пенева – негов настоящ партньор. На 3 март 2017 г. Ивайло и Християна създават „Ютюб“ канала „'Айде БГ“. В него снимат класации, предизвикателства, скечове и други. През 2018 г. издават книга с лични истории и поуки – „Тази книга е тайна“. На 3 март 2020 г. издават и втората си книга „Зад кадър“. През октомври същата година е пусната и третата им книга „PROфесия CREATOR“. На 4 февруари 2021 г. се ражда първото им дете, дъщеря Ерика. По-късно същата година издават и четвъртата си книга „Топ факти за всичко“, която е в стилистиката на канала. На 27 август 2022 г. двамата сключват брак. Той също така е фен на футбола и по-точно на английския „ФК Ливърпул“, като го е изразявал не веднъж в своите видеа. На 6 ноември 2024 г. се ражда второто им дете, син Ангел.

## Театрални роли
- Едмонд (от Дейвид Мамет)
- Белградска трилогия (от Биляна Сръблянович)
- Пухеният (от М. Макдона)

## Филмография
- „Моето мъничко нищо“ (2007)
- „Дзифт“ (2008) – Барман
- „Тилт“ (2010) – Ангел
- „Отплата“ (2012) – Краси Въчев, хакър
- „Номер 1“ (2011) – Малката Гравитация
- „Шестият ден“ (2013)
- „Летовници“ (2016) – Ники
- „Откраднат живот“
- „Можеш ли да убиваш“ (2019) – Младен
- „Ятаган“ (2020) – крадецът
- „Чичо Коледа“ (2021) – дежурния полицай
- „Бай Иван 2“ (2022) – хакера
- „Опасни шматки“ (2024)

## Дублаж
- „Всички на сърф“ (2007)